# Myotis hasseltii
Myotis hasseltii är en fladdermusart som först beskrevs av Coenraad Jacob Temminck 1840.  Myotis hasseltii ingår i släktet Myotis och familjen läderlappar. IUCN kategoriserar arten globalt som livskraftig. Inga underarter finns listade i Catalogue of Life. Wilson & Reeder (2005) skiljer mellan fyra underarter.
Arten når en kroppslängd (utan svans) av cirka 60 mm. Den har 38 till 43 mm långa underarmar, 10 till 11 mm långa bakfötter och den väger 7,5 till 12,5 g. Pälsen på ovansidan bildas av hår som är ljusgråa nära roten och mörkare grå eller mörkbrun vid spetsen. Undersidans hår är däremot mörk nära roten och ljusgrå till vitaktig vid spetsen. Myotis hasseltii har en ljus eller mörk gråbrun flygmembran. Kännetecknande är dessutom positionen av den andra premolaren i överkäken. Den står tydlig mot insidan och därför ligger den första premolaren mycket nära den tredje premolaren. Kring munnen och näsborrarna finns nästan inga hår.
Svansflyghuden är på foten fäst vid vristen och den broskiga fliken i örat (tragus) är kort och smal.
Denna fladdermus förekommer med flera från varandra skilda populationer i sydöstra Asien från östra Indien, Sri Lanka och norra Vietnam till Borneo och Flores. Arten når i bergstrakter 1000 meter över havet. Den vistas främst i torra skogar men den besöker även fuktiga skogar och mangrove. Myotis hasseltii hittades även i större städer.
Individerna vilar i ansamlingar av bambu, i håligheter i trädstubbar eller i ruiner. De sover ensam eller bildar mindre flockar. Arten iakttogs dessutom i grottor och bergssprickor. Myotis hasseltii jagar mindre flygande insekter tätt över marken eller över vattenytor, inklusive havet. Ibland fångar fladdermusen en fisk.